# Спиритический сеанс (рассказ)
«Спирити́ческий сеа́нс» — рассказ Михаила Булгакова, написанный в 1922 году. Опубликован в журнале «Рупор» (1922, № 4). Эпиграфом к произведению, созданному на основе жизненных наблюдений автора, является речитатив Мефистофеля «Не стоит вызывать его!».

## Сюжет
Действие рассказа происходит в 1922 году в одной из московских квартир, хозяйка которой — Зинаида Ивановна Лузина — решает устроить спиритический сеанс. Для проведения ритуала, в котором участвуют приглашённые гости, приобретён инкрустированный столик; роль медиума соглашается исполнить респектабельный господин Ксаверий Антонович Лисиневич. Перед началом действа Зинаида Ивановна настоятельно просит горничную Ксюшку не покидать кухню и не шуметь.
Вначале участники сеанса вызывают дух Наполеона, который сообщает, что большевики продержатся у власти не более трёх месяцев. Это известие воодушевляет присутствующих. Французского императора сменяет древнегреческий философ Сократ, также предвещающий скорый конец действующему политическому режиму. Слушая в передней, как за тёмной дверью происходит контакт с представителями иных миров, Ксюшка решает поделиться информацией с Машей с нижнего этажа и Дусей с пятого. Сбор подруг происходит в подъезде; во время рассказа горничной о том, что «большевикам, говорят, крышка», на лестнице появляется незнакомый гражданин. Дождавшись, пока соседки обменяются новостями, он фиксирует взглядом номер квартиры, в которой скрывается Ксюшка, и быстро спускается вниз.
Сеанс в 24-й квартире завершается громким шумом и ударами со стороны парадной лестницы. Поглощённые общением с Сократом, спириты не сразу понимают, что стучат в дверь. Пока хозяин Павел Петрович пытается выяснить, чей дух явился на сей раз, в переднюю входят люди в кожаных одеждах, сообщающие, что они — представители чрезвычайной комиссии. 
Итогом их визита становится арест хозяина, медиума и гостей, которые проводят в заключении разные сроки — от недели до полутора месяцев.

## История создания. Прототипы
Первая жена Булгакова Татьяна Лаппа рассказывала, что в 1922 году в число московских знакомых писателя входила семейная пара — Вера Фёдоровна и Иван Павлович Крешковы, проживавшие на Малой Бронной улице, № 32. Супруги увлекались оккультизмом и нередко устраивали в своей 24-й квартире спиритические сеансы. Михаил Афанасьевич, в целом симпатизируя хозяйке дома, тем не менее иронично относился к мистическим ритуалам и заигрыванию с потусторонними силами. По воспоминаниям Татьяны Николаевны, получив однажды приглашение на участие в таком мероприятии, писатель предложил ей устроить мистификацию: дождавшись сигнала мужа, Лаппа должна была лёгкими ударами по столу изобразить появление ду́ха.
Действо, происходившее в квартире Крешковых, было не единственным «мистическим наблюдением» Михаила Афанасьевича: так, задолго до переезда в Москву, в 1909 году, спектакль-фантазия под названием «Спиритический сеанс» был показан в Буче, где находилась дача Булгаковых. Сестра писателя Надежда Афанасьевна рассказывала своей дочери Елене Андреевне, что это было некое подобие эстрадного представления, проходившее под девизом «Нервных просят не смотреть». Восемнадцатилетний Михаил весьма активно участвовал в разработке сценария и подготовке фантазии; ему же довелось создать в постановке образ медиума.
Эти жизненные впечатления легли в основу рассказа, написанного в 1922 году. Хозяева квартиры на Малой Бронной узнали в его персонажах себя; после публикации «Спиритического сеанса» Крешков, по утверждению Татьяны Николаевны, «чуть не избил» автора: особое возмущение Ивана Павловича вызвала начальная фраза произведения («Там к тебе мужик пришёл»), характеризующая приземлённую атмосферу дома. Брат Крешкова Александр Павлович, спутницей жизни которого Лаппа стала в 1930-х годах, опасался, что заявленная в рассказе тема, а также реплики, свидетельствующие о ненависти героев к большевикам, могут стать губительными для его близких, поэтому уничтожил хранившиеся у гражданской жены письма Булгакова.
Как заметила биограф Булгакова Мариэтта Чудакова, ситуация вокруг «Спиритического сеанса» оказалась почти точным воспроизведением истории, произошедшей после публикации чеховской «Попрыгуньи», когда реакция людей, «угадавших» себя среди действующих лиц, оказалась весьма резкой:

Ивану Павловичу (не участвовавшему, как помнилось Татьяне Николаевне, в спиритических сеансах, а сидевшему в это время в соседней комнате с маленькой дочкой), казалось, по-видимому, особым бесстыдством, что человек, ухаживающий за его женой, ещё изображает это ухаживание в печати!
Дом, описанный в «Спиритическом сеансе», два года спустя «появился» в другом рассказе Булгакова — «Трактат о жилище» («Москва 20-х годов»). Кроме того, исследователи обнаруживают определённое «топографическое воздействие» этого здания, находящегося неподалёку от Патриарших прудов, на роман «Мастер и Маргарита».

## Художественные особенности
По словам литературоведа Василия Новикова, рассказ «Спиритический сеанс» представляет собой «готовый водевиль», в котором используется такое острое художественное средство, как гротеск. Как заметила Мариэтта Чудакова, это был «первый (но далеко не последний) в творчестве Булгакова случай такого гротескного и в то же время достаточно обнажённого воспроизведения прототипа». В дальнейшем подобные сатирические приёмы использовались писателем при создании образов «политически изворотливых» персонажей Сергея Тальберга и Михаила Шполянского («Белая гвардия»); аналогичные мотивы просматривались в «Записках на манжетах», герой-рассказчик которого, пообедав у состоятельных знакомых, с раскаянием признался в тайном желании увидеть хозяев дома арестованными. Эта же тема развивалась и в «Мастере и Маргарите» — в тех эпизодах, когда Воланд и его свита использовали возможности советских политических служб для «наказания» отдельных персонажей.

Ситуация, запечатлённая в «Спиритическом сеансе», для Булгакова в те годы — навязчивый литературный мотив… Вот это «забирают хозяина» для Булгакова тех лет — некая воображаемая ситуация отомщения тем, кто имеет золотые десятки и соответственно ежедневный обед из нескольких блюд.

## Элементы рассказа в фильме
В 1938 году на экраны вышел художественный фильм «Человек с ружьём» (режиссёр Сергей Юткевич, автор сценария Николай Погодин), один из фрагментов которого, по мнению публициста Феликса Балонова, воспроизводит сцены из рассказа «Спиритический сеанс». Несмотря на то, что действие в картине происходит пятью годами ранее, чем события, описанные Булгаковым, общая канва совпадает: в доме капиталиста собираются гости, хозяйка просит прислугу никого не пускать в зал, спириты вызывают дух Наполеона, первый же вопрос императору связан с продолжительностью власти большевиков, ритуал завершается приходом чекистов.
В поисках ответа на вопрос о том, каким образом через шестнадцать лет после публикации рассказа «Спиритический сеанс» его сюжет без указания фамилии автора оказался включённым в сценарий фильма, Феликс Балонов выдвинул свою версию:

Учитывая тогдашнее положение автора «Спиритического сеанса» на литературном и театральном фоне (снимали из репертуара или не допускали до сцены пьесы Булгакова, не печатали нигде ни одной его строчки), учитывая отношение к нему чиновников от искусства, «зарубивших» киносценарий Булгакова «Мёртвые души» (по Гоголю), почти полное его замалчивание, создатели фильма не рискнули назвать своего предтечу. 